# Thank You for Today
Thank You for Today è il nono album in studio del gruppo indie rock statunitense Death Cab for Cutie, pubblicato nel 2018.

## Tracce
1. I Dreamt We Spoke Again – 3:05
2. Summer Years – 4:28
3. Gold Rush – 4:00
4. Your Hurricane – 3:19
5. When We Drive – 3:49
6. Autumn Love – 4:19
7. Northern Lights – 3:57
8. You Moved Away – 3:49
9. Near/Far – 3:42
10. 60 & Punk – 4:07

## Formazione
Gruppo
- Benjamin Gibbard – voce, cori, chitarra, piano, tastiera
- Nick Harmer – basso, cori
- Jason McGerr – batteria, percussioni, programmazioni
- Dave Depper – chitarra, tastiera, cori
- Zac Rae – tastiera, chitarra

Altri musicisti
- Lauren Mayberry – voce in Northern Lights